# Gnomidolon varians
Gnomidolon varians är en skalbaggsart som beskrevs av Pierre Émile Gounelle 1909. Gnomidolon varians ingår i släktet Gnomidolon och familjen långhorningar.
Artens utbredningsområde är:
- Paraguay.
- Uruguay.

Inga underarter finns listade i Catalogue of Life.